# Mario Merola (chanteur)
Pour les articles homonymes, voir Mario Merola.
Mario Merola, né à Naples le 6 avril 1934 et mort à Castellammare di Stabia le 12 novembre 2006, est un chanteur et acteur italien.

## Biographie
Mario Merola naît à Naples le 6 avril 1934. En 1964, il débute au Festival de Naples, auquel il participera jusqu'en 1970.
Il se consacre à la renaissance de la sceneggiata napoletana (genre théâtral napolitain).
En 1977, il est reçu à la Maison-Blanche par le président Gerald Ford.
En 1994, il débute au Festival de Sanremo en formant le groupe Squadra Italia avec Nilla Pizzi, Wess, Lando Fiorini, Manuela Villa, Giuseppe Cionfoli, Gianni Nazzari, Wilma Goich, Jimmy Fontana, Toni Santagata et Rosanna Fratello.

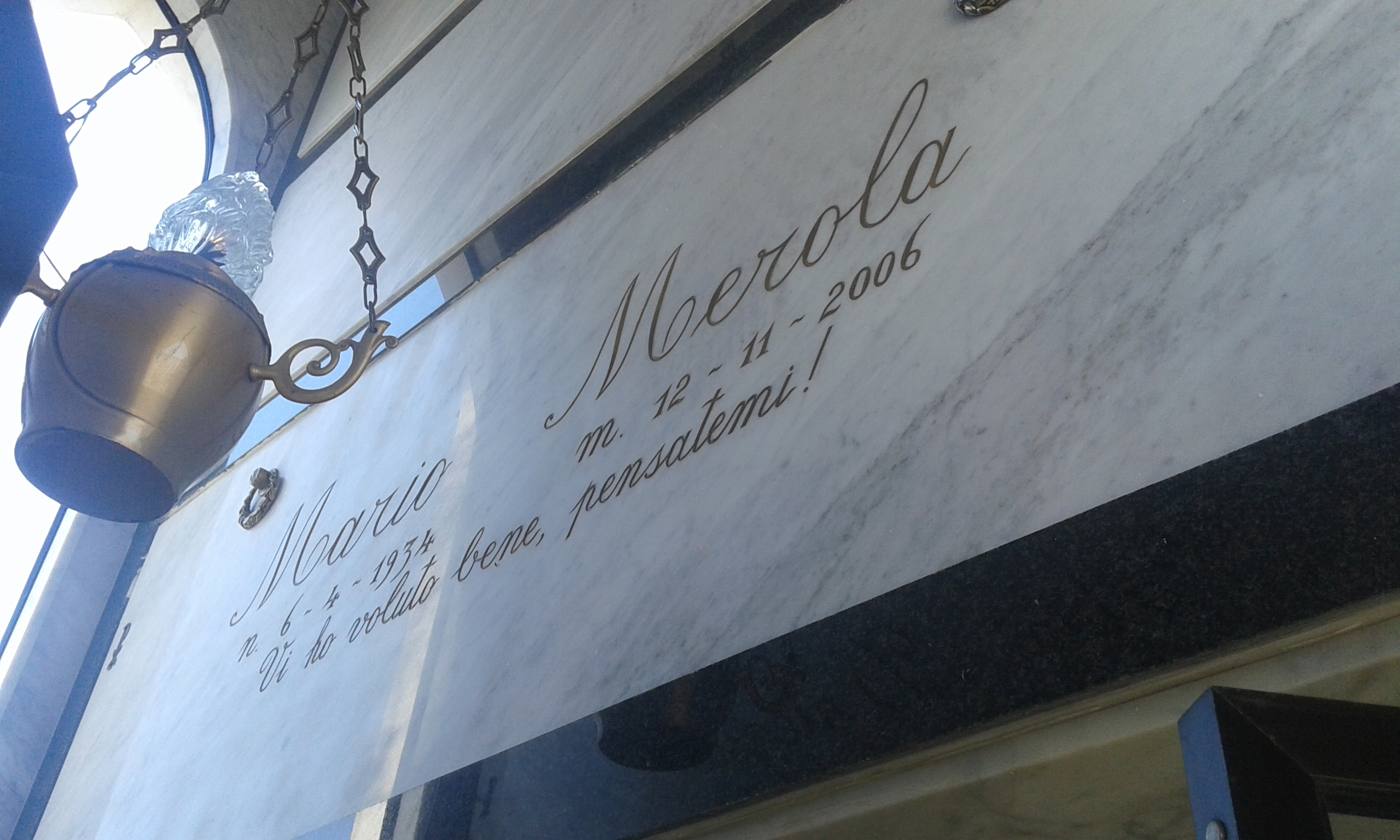
La tombe de Mario Merola au cimetière de Naples

Le 26 novembre 2005, il est fait chevalier de l'ordre souverain de Malte.
Mario Merola meurt le 12 novembre 2006.

## Festival de Naples
- 1964 :Doce e' 'o silenzio (Acampora - Martingano) avec Elsa Quarta, 12e Festival de la chanson napolitaine  - non finaliste
- 1965 : 
  - T'aspetto a Maggio (Dura - Scuotto - Esposito) avec Achille Togliani, 13e Festival de la chanson napolitaine - 7°
  - Tu stasera si pusilleco (Amato - E. Buonafede) avec Enzo Del Forno, 13e Festival de la chanson napolitaine - non finaliste
- 1966
  - Ciento catene (Chiarazzo - Ruocco) avec Maria Paris, 14e Festival de la chanson napolitaine - 6°
  - Femmene e Tamorre (E. Bonagura - Lumini) avec Daisy Lumini, 14e Festival de la chanson napolitaine - non finaliste
- 1967
  - Freve 'e gelusia (Chiarazzo - Pelligiano) avec Maria Paris, 15e Festival de la chanson napolitaine - 7°
  - Allegretto ma non troppo (De Crescenzo - D'Annibale) avec Mario Abbate, 15e Festival de la chanson napolitaine - 13°
- 1968
  - Cchiu' forte 'e me (U. Martucci - Colosimo - Landi) avec Ben Venuti, 16e Festival de la chanson napolitaine - non finaliste
  - Comm'a nu sciummo (Barrucci - Gregoretti - C. Esposito) avec Mario Trevi,16e Festival de la chanson napolitaine - non finaliste
- 1969
  - O Masto (Pelliggiano - Mammone - De Caro - Petrucci) avec Antonio Buonomo, 17e Festival de la chanson napolitaine - 5°
  - Abbracciame (Romeo - Dura - Troia) avec Giulietta Sacco, 17e Festival de la chanson napolitaine - 7°
  - Ciento Appuntamente (Langella - Falsetti) avec Luciano Rondinella, 17e Festival de la chanson napolitaine - 13°
- 1970
  - Chitarra Rossa (Russo - V. - S. Mazzocco) avec Mirna Doris, 18e Festival de la chanson napolitaine - 5°
  - Nnammurato 'e te! (Fiorini - Schiano) avec Luciano Rondinella,18e Festival de la chanson napolitaine - 6°
  - O guastafeste (Moxedano - Colucci - Sorrentino - Cofra) avec Luciano Rondinella, 18e Festival de la chanson napolitaine - 13°
- 1971 :  Doveva presentare Stella Nera (Russo - Genta) avec Luciano Rondinella, 19e Festival de la chanson napolitaine - trasmissione sospesa per motivi organizzativi
- 2001 : L'Urdemo Emigrante (V. Campagnoli - G. Campagnoli - M. Guida - G. Quirito) avec Francesco Merola, 24e Festival de la chanson napolitaine - premier

## Festival de Sanremo
- 1994 : Una Vecchia Canzone Italiana (Stefano Jurgens - Marcello Marrocchi) Squadra Italia avec Nilla Pizzi, Manuela Villa, Jimmy Fontana, Gianni Nazzaro, Wilma Goich, Wess, Giuseppe Cionfoli, Toni Santagata, Lando Fiorini e Rosanna Fratello, 44e Festival de la chanson italienne - 19e

## Discographie partielle

### 33 tours
- 1967 - Mario Merola (Zeus, BE 0015)
- 1967 - Mario Merola (Zeus, BE 0016)
- 1970 - 6 sceneggiate cantate da Mario Merola (Zeus, TM 55460)
- 1972 - Cumpagne ‘e cella, Mario Trevi - Mario Merola (West records, WLP 104)
- 1972 - Passione eterna (West Records, WLP 101)
- 1973 - Volume primo (Hello, ZSEL 55404)
- 1973 - Volume secondo (Hello, ZSEL 55405)
- 1973 - Canzoni 'nziste (Rifi variety record, ST 19154)
- 1973 - Madonna verde (Storm, BR 002)
- 1973 - Tribunale (Storm, BR 004)
- 1975 - Classiche napoletane Vol. 6 - Merola canta Libero Bovio (Hello, ZSEL 55411)
- 1975 - Mario Merola e Pino Mauro (Hello, ZSEL 55413)
- 1975 - 5 sceneggiate cantate da Mario Merola (Hello, ZSEL 55436)
- 1975 - Vol. 5° (Hello, ZSEL 55441)
- 1975 - Eternamente tua (Storm, TM 55402)
- 1976 - Volume quarto (Zeus, ZSV BS 3022)
- 1976 - Zappatore (Sirio, LP 00214)
- 1977 - Legge d'onore (Lineavis, LV 3376)
- 1977 - Licenza 'e carcerato (Storm, ZSLTM 55453)
- 1978 - Canta Napoli (Record, LP)
- 1978 - 6 sceneggiate (Storm, TM 55474)
- 1979 - Si chesta e' 'a legge - Vol. 9° (Storm, ZSL TM 55461)
- 1980 - Zappatore sceneggiata (Hello, ZSEL 55466)
- 1980 - 'A dolce vita (Lineavis, LV 3302)
- 1981 - Chiamate Napoli 081 (Storm)
- 1982 - Carcerato (Storm, TM 55474)
- 1982 - 'O rre da sceneggiata (Storm, TM 55477)

### 45 tours

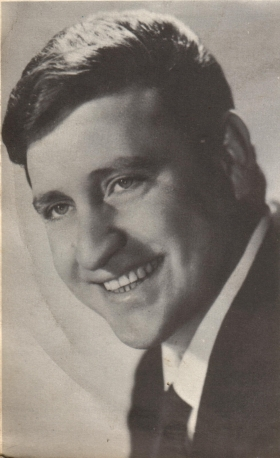
Mario Merola (1963)

- 1962 - Malufiglio/L'urdemo avvertimento (Deafon, CT 001)
- 1962 - Scugnezziello/'O primmo giuramento (Deafon, CT 004)
- 1963 - So' nnato carcerato/Quatt'anne ammore (Phonotris, CS 5001)
- 1963 - Femmena nera/L'ultima buscia (Phonotris, CS 5002)
- 1963 - Dicite all'avvocato/Nun ce sarrà dimane (Phonotris, CS 5007)
- 1963 - Quatto mura/Gelusia d'ammore (Phonotris, CS 5008)
- 1963 - Se cagnata 'a scena/Amici (Phonotris, CS 5009)
- 1963 - 'O primmo giuramento/Scugnezziello (Phonotris, CS 5010)
- 1963 - L'urdemo bicchiere/Velo niro (Phonotris, CS 5019)
- 1963 - Tu me lasse/Malommo (Phonotris, CS 5020)
- 1964 - Malommo/Tu me lasse (Zeus, BE 117)
- 1964 - 'A fede (l'urdemo bicchiere)/Velo niro (Zeus, BE 118)
- 1964 - Canciello 'e cunvento/Dduje sciure arancio (Zeus, BE 121)
- 1964 - Rosa 'nfamità/Nu poco 'e tutte cose (Zeus, BE 125)
- 1964 - Doce è 'o silenzio/'Mbrellino 'e seta (Zeus, BE 126)
- 1964 - Suonno 'e cancelle/Ddoje vote carcerato (Zeus, BE 132)
- 1964 - 'O zampugnaro/Acale 'e scelle (Zeus, BE 133)
- 1964 - Te chiammavo Maria/Schiavo senza catene (Zeus, BE 134)
- 1964 - 'A sciurara/Se ne ghiuta (Zeus, BE 137)
- 1965 - Tu stasera sì Pusilleco/T'aspetto a maggio (Zeus, BE 144)
- 1965 - Legge d'onore/Parola d'onore (Zeus, BE 148)
- 1966 - 'Nu capriccio/'A prucessione (Zeus, BE 178)
- 1966 - L'ultima 'nfamità/Carmela Spina (Zeus, BE 179)
- 1966 - Canzona marinaresca/'Nu capriccio (Zeus, BE 180)
- 1966 - Scetate/'O zampugnaro (Zeus, BE 181)
- 1966 - Core furastiero/Carmela Spina (Zeus, BE 182)
- 1966 - Pusilleco addiruso/L'ultima 'nfamità (Zeus, BE 183)
- 1966 - 'O mare 'e Margellina/Surdate (Zeus, BE 184)
- 1966 - Canzona marinaresca/Pusilleco addiruso (Zeus, BE 185)
- 1966 - Femmene e tammorre/Dipende a te (Zeus, BE 188)
- 1966 - Ciento catene/Tengo a mamma ca m'aspetta (Zeus, BE 189)
- 1966 - E bonanotte 'a sposa/Mamma schiavona (Zeus, BE 195)
- 1966 - 'A voce 'e mamma/Surriento d''e 'nnammurate (Zeus, BE 196)
- 1967 - 'A bandiera/Senza guapparia (Zeus, BE 199)
- 1967 - Allegretto...ma non troppo/'E vvarchetelle (Zeus, BE 203)
- 1967 - Freva 'e gelusia/N'ata passione (Zeus, BE 204)
- 1967 - 'E quatte vie/Luna dispettosa (Zeus, BE 207)
- 1967 - Dal Vesuvio con amore/Fantasia (Zeus, BE 212)
- 1968 - Ammanettato/Mamma schiavona (Zeus, BE 221)
- 1968 - Malaspina/Bonanotte 'a sposa (Zeus, BE 222)
- 1968 - Comm' 'a 'nu sciummo/Malasera (Zeus, BE 224)
- 1968 - Cchiù forte 'e me/Uocchie 'e mare (Zeus, BE 225)
- 1969 - 'O Milurdino/Signora 'nfamità (Hello, HR 9022)
- 1970 - 'Na santa guapparia/Miracolo d'ammore (Hello, HR 9023)
- 1970 - Nnammurato 'e te!/'O giurnale (Hello, HR 9025)
- 1970 - Chitarra rossa/Salutammela (Hello, HR 9027)
- 1970 - L'Urdema Carta/Chella d"o terzo piano (Hello, HR 9034)
- 1970 - Eternamente tua/Chi s'annammora 'e te (Edibi, EDF 111000)
- 1971 - 'A camorra/Amico, permettete! (Hello, HR 9041)
- 1971 - Stella nera/Cielo e mare (Hello, HR 9056)
- 1971 - Via nova/Ddoje serenate (Hello, HR 9069)
- 1971 - Chitarra Tragica/A Montevergine (Hello, HR 9070)
- 1972 - 'O Festino/'A Legge (Hello, HR 9079)
- 1972 - Lacreme Napulitane/Tatonno se nne va (Hello, HR 9082)
- 1972 - Mamma addò stà/Chiove (Hello, HR 9085)
- 1972 - 'A bravura/'A congiura (Hello, HR 9101)
- 1972 - Passione eterna/'A dolce vita (Arlecchino, ARL 3001)
- 1973 - Madonna verde/N'ata passione (Storm, SR 703)
- 1974 - Eternamente tua/Chi s'annammora 'e te (Storm, SR 713)
- 1975 - Inferno d'ammore/Vagabondo d'o mare (Edibi, ZEDB 50238)
- 1981 - Ave Maria/Napoli canta Napoli (Storm, ZTM 50507)

### CD
- 1973 - Mario Merola e Giulietta Sacco (Zeus Record)
- 1975 - 'O Clan d''e napulitane
- 1978 - Mario Merola canta Libero Bovio
- 1979 - Ave Maria (D.V. More Record)
- 1980 - Zappatore (D.V. More Record)
- 1985 - Passione eterna (Video Sound Market, CD 730)
- 1989 - 'O mare 'e margellina (Zeus Record, ZS 0052)
- 1990 - Cuore di Napoli (D.V. More Record)
- 1993 - 'A sciurara (Zeus Record, ZS 0222)
- 1993 - Quattro mura (Alpha Records, CD AR 7052)
- 1994 - Trasmette Napoli (Mea Sound, SIAE CD 303)
- 1994 - Una vecchia canzone italiana (avec le groupe Squadra Italia) (Pravo Music)
- 1994 - Tangentopoli (Mea Sound, MEA CD 351)
- 1997 - Chiamate Napoli... 081 (D.V. More Record)
- 1997 - 'E figlie... (D.V. More Record)
- 1997 - Lacrime napulitane (D.V. More Record)
- 1997 - Carcerato (D.V. More Record)
- 1997 - Guapparia (D.V. More Record)
- 1998 - Malommo (Replay Music)
- 2000 - Guaglione 'e malavita - Mario Merola e Pino Mauro
- 2001 - Malavicina (Mea Sound, MEACD 112)
- 2004 - Auguri vita mia (Mea Sound)
- 2004 - Mario Merola 40-45-70 (D.V. More Record) (Live)
- 2005 - Gelosia (D.V. More Record)
- 2005 - Dicite all'avvocato
- 2005 - Merola insieme (avec son fils Francesco) (Mea Sound) (Live)

### Compilations
- 1988 - Ciao paisà (D.V. More Record)
- 1990 - 14 successi (Duck Records)
- 1991 - Tutto Merola vol. 1 (Bideri)
- 1991 - Tutto Merola vol. 2 (Bideri)
- 1999 - Melodie napoletane (D.V. More Record)
- 2000 - Tutto Merola vol.1/I grandi classici (Bideri)
- 2000 - Tutto Merola vol.2/I grandi successi (Bideri)
- 2001 - Quattro mura (Fonotil)
- 2002 - Disco d'oro vol. 1 (D.V. More Record, MRCD 4269)
- 2002 - Disco d'oro vol. 2 (D.V. More Record, MRCD 4270)
- 2002 - Da Napoli con amore (D.V. More Record)
- 2003 - Malommo (Replay Music)
- 2003 - Napoli - Antologia della canzone napoletana (Retro Gold)
- 2003 - Monografie napoletane vol. 7 Mario Merola (Duck Records, GRCD-E 6365)
- 2003 - Monografie napoletane vol. 8 Mario Merola (Duck Records, GRCD-E 6366)
- 2003 - Monografie napoletane vol. 9 Mario Merola (Duck Records, GRCD-E 6367)
- 2003 - Cuore di Napoli (D.V. More Record)
- 2004 - Chella d''e rrose (D.V. More Record)
- 2004 - Mario Merola contiene medley (D.V. More Record)
- 2004 - Cient'anne (D.V. More Record)
- 2004 - Mario Merola - Storia della canzone napoletana (Retro Gold)
- 2004 - Mario Merola canta Napoli (Joker)
- 2005 - I protagonisti vol. 2 (D.V. More Record)
- 2005 - 'A peggio offesa sta 'ncoppa all'onore (Nuova Canaria)
- 2005 - Bella Napoli vol. 2 (D.V. More Record)
- 2005 - Numero 1 (D.V. More Record)
- 2005 - Cinematografo (MR. Music)
- 2005 - I miei festival di Napoli (Cristiani Music Italy)
- 2005 - Napoli ieri e oggi (D.V. More Record)
- 2005 - 'A Fede (D.V. More Record)
- 2005 - Disco oro (MR Music)
- 2005 - Due in uno: La sceneggiata Mario Merola & Nino D'Angelo (Nuova Canaria)
- 2005 - Napoli (D.V. More Record)
- 2005 - A città 'e Pulecenella - Tangentopoli (MR Music)
- 2005 - Collezione (Disco Più)
- 2005 - Quatt'anne ammore (D.V. More Record)
- 2005 - O'Rre da sceneggiata (MR Music)
- 2005 - Napule ca se ne va (MR Music)
- 2005 - Mario Merola the classic collection (Azzurra Music)
- 2006 - Carosello napoletano (MR Music)
- 2006 - Giuramento (Duck Record)
- 2006 - Napoli prima e dopo 45 successi - Mario Merola, Nino D'Angelo, Gigi D'Alessio (D.V. More Record)
- 2006 - I grandi successi (Music Time)
- 2006 - Bar Napoli (Mediane)
- 2007 - Core 'e Napule Mario Merola & Nino D'Angelo (Saar Srl, Cd 8525)
- 2007 - Antologia sonora della canzone napoletana - cofanetto 2 (Phonotype, SFN3 2072)
- 2007 - Antologia sonora della canzone napoletana - cofanetto 3 (Phonotype, SFN3 2073)
- 2007 - Antologia sonora della canzone napoletana - cofanetto 4 (Phonotype, SFN3 2074)
- 2007 - Antologia sonora della canzone napoletana - cofanetto 5 (Phonotype, SFN3 2075)
- 2007 - Antologia sonora della canzone napoletana - cofanetto 7 (Phonotype, SFN3 2077)
- 2007 - Antologia sonora della canzone napoletana - cofanetto 8 (Phonotype, SFN3 2078)
- 2007 - Antologia sonora della canzone napoletana - cofanetto 9 (Phonotype, SFN3 2079)
- 2007 - Antologia sonora della canzone napoletana - cofanetto 13 (Phonotype, SFN3 2083)
- 2007 - Antologia sonora della canzone napoletana - cofanetto 14 (Phonotype, SFN3 2084)
- 2007 - Antologia sonora della canzone napoletana - cofanetto 15 (Phonotype, SFN3 2085)
- 2008 - 'A collezione 1 - 'O mare 'e margellina (Zeus Record, ZS 0052)
- 2008 - 'A collezione 2 - 'A sciurara (Zeus Record, ZS 0222)
- 2008 - 'A collezione 3 - Malommo (Zeus Record, ZS 2062)
- 2008 - 'A collezione 4 - Surriento d''e nnammurate (Zeus Record, ZS 2112)
- 2008 - 'A collezione 5 - Fantasia (Zeus Record, ZS 2122)
- 2008 - 'A collezione 6 - Comm''a 'nu sciummo (Zeus Record, ZS 2132)
- 2008 - Gli Indimenticabili vol. 2 Mario Merola (Nuova Canaria)
- 2008 - Malu Figlio - Mario Merola & Pino Marchese (Nuova Canaria)
- 2008 - Amori e tradimenti (Nuova Canaria)
- 2008 - So' nnato carcerato (Nuova Canaria)
- 2009 - La tradizione. La sceneggiata (Lucky Planets)
- 2009 - I miei successi (Zeus Record)
- 2010 - Canta Napoli 10 (Joker)
- 2010 - Il meglio di Mario Merola (Joker)
- 2010 - Senza guapparia (Fonotil)
- 2010 - Cinematografo (Phonotype, CD 0240)
- 2011 - Viva Napoli vol. 3 (Phonotype, CD 0035)
- 2013 - Le sceneggiate di Mario Merola (Replay Music)

### Singles
- 1992: Cient'Anne (avec Gigi D'Alessio)
- 1992: Futtetènne (avec Cristiano Malgioglio)
- 2001: L'Urdemo Emigrante (avec Francesco Merola)
- 2002: Si tu papà (avec Cinzia Oscar)
- 2002: Mamma de Vicule (avec Giovanna De Sio)
- 2004: Get another rum (avec I Corleone)
- 2004: E' figli 'e Napule (avec Antonio Ottaiano)
- 2005: Cu' mme (avec Rita Siani)

## Filmographie

### Cinéma
- 1973 : Sgarro alla camorra d'Ettore Maria Fizzarotti
- 1978 : L'ultimo guappo d'Alfonso Brescia
- 1979 : 
  - Napoli... serenata calibro 9 d'Alfonso Brescia
  - Il mammasantissima d'Alfonso Brescia
  - Napoli... la camorra sfida, la città risponde d'Alfonso Brescia
  - Les Contrebandiers de Santa Lucia (I contrabbandieri di Santa Lucia) d'Alfonso Brescia
  - Corléone à Brooklyn (Da Corleone a Brooklyn) d'Umberto Lenzi
  - Sbirro, la tua legge è lenta... la mia no! de Stelvio Massi
- 1980 : 
  - Zappatore d'Alfonso Brescia
  - La tua vita per mio figlio d'Alfonso Brescia
- 1981 : 
  - Carcerato d'Alfonso Brescia
  - Lacrime napulitane de Ciro Ippolito
  - Napoli, Palermo, New York, il triangolo della camorra d'Alfonso Brescia
- 1982 :
  - I figli... so' pezzi 'e core d'Alfonso Brescia
  - Tradimento d'Alfonso Brescia
  - Giuramento d'Alfonso Brescia
- 1984 :
  - Guapparia de Stelvio Massi
  - Torna de Stelvio Massi
- 1999 : Cient'anne de Ninì Grassia
- 2000 : Sud Side Stori de Roberta Torre
- 2003 : Totò Sapore e la magica storia della pizza, voix de Vincenzone
- 2004 : Come inguaiammo il cinema italiano - La vera storia di Franco e Ciccio, documentaire

### Télévision
- Un uomo da ridere, mini-série TV (1980)
- Corsia preferenziale, film TV (1995)
- Un posto al sole, série TV (1996)

### Spécial
- Mario Merola 40-45-70 (2004)
- Merola Day (2004)

## Émissions de variétés
- 1997: Fantastico Enrico/Fantastico chi?/Fantastico 13 (Rai 1)
- 1997: Bentornato Merola (Rai 2)
- 2001-2006: Piazzetta Merola (Napoli international)
- 2004: Merola Day (Napoli Canale 21)